# گرامادو
گرامادو (به پرتغالی: Gramado) یک منطقهٔ مسکونی در برزیل است که در ریو گرانده جنوبی واقع شده‌است. گرامادو ۲۳۷ کیلومتر مربع مساحت و ۳۶٬۵۵۵ نفر جمعیت دارد و ۸۵۰ متر بالاتر از سطح دریا واقع شده‌است.

## خواهرخوانده
شهرهای مالدونادو، اروگوئه، آنگرا دو هروئیسمو و Óbidos خواهرخوانده‌های گرامادو هستند.